# Edward Aylesworth Perry
Edward Aylesworth Perry (15 mars 1831 – 15 octobre 1889) est un général sous les ordres de Robert E. Lee au cours de la guerre de Sécession et 14e gouverneur de la Floride. 

## Avant la guerre
Il est un descendant d'Arthur Perry, l'un des premiers colons de la Nouvelle-Angleterre. Ses parents sont des agriculteurs, Asa et Philura Perry, et il est le quatrième de cinq enfants.
Né à Richmond, dans le Massachusetts, Perry déménage à Greenville, en Alabama, en 1853, après avoir brièvement été à l'Université de Yale. En Alabama, il enseigne et fait des études de droit avec Hilary Herbert, qui sera plus tard colonel dans l'armée des États confédérés, un membre du Congrès de l'Alabama, et le secrétaire de la Marine sous le président Grover Cleveland. Perry déménage rapidement à Pensacola, en Floride, et réussit l'examen du barreau. Il sert en tant que juge du comté d'Escambia, en Floride, de 1857 jusqu'à 1861. Il épouse Wathen Virginia Taylor de Greenville, en Alabama le 1 février 1859, fille de Hubbard Bonner Taylor et de Marjorie Catherine Herbert Taylor, et une petite-fille du Dr Hilary Herbert, l'un des premiers colons du comté de Butler, en Alabama. Mme Perry est aussi une cousine de l'Hilary A. Herbert, avec qui il a étudié le droit en Alabama.

## Guerre de Sécession
Au cours de la guerre de Sécession, Perry combat avec distinction pour la Confédération, passant du grade de soldat à celui de brigadier général. En mai 1861, il s'enrôle dans les « Pensacola Rifle Rangers », qui sont désignées plus tard comme la compagnie A du 2nd Florida Infantry, et est élu en tant que capitaine. Un an plus tard, il est élu colonel du régiment.

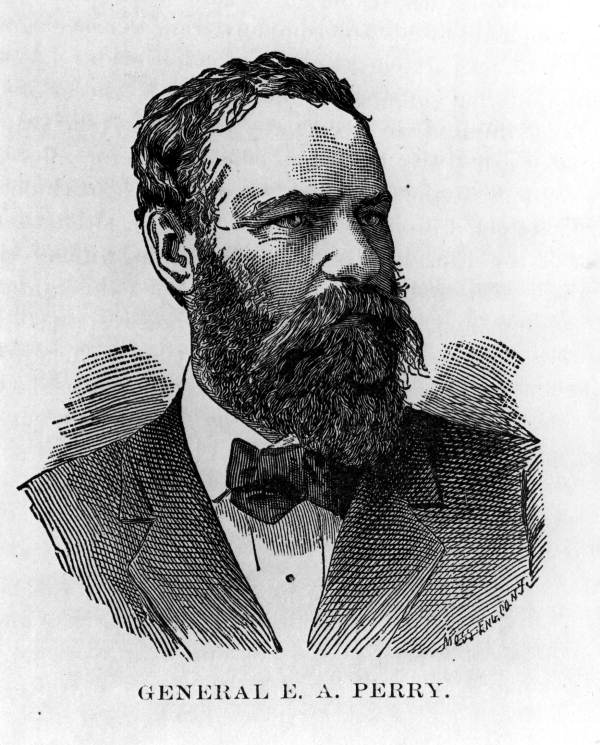
Général E. A. Perry

En juin 1862, il est blessé pendant le combat à Glendale lors de la campagne de la Péninsule et prend un congé. Le 28 août 1862, Perry est nommé brigadier général dans l'armée provisoire de la Confédération et reprend le service actif l'année suivante. Il dirige une brigade venant entièrement de la Floride dans l'armée de Virginie du Nord lors de la bataille de Chancellorsville, mais est frappé de la fièvre typhoïde et rate la campagne de Gettysburg, où le Colonel David Lang commande la brigade de Perry.
Perry retourne dans l'armée de Virginie du Nord au commandement de sa brigade pour la campagne de Bristoe à l'automne de 1863. Cependant, il est grièvement blessé pendant les combats à la Wilderness, le 6 mai 1864. Il retourne brièvement les tranchées pendant le siège de Petersburg, mais n'a pas suffisamment récupéré pour le service actif. Par conséquent, il est envoyé en Alabama pour la durée de la guerre, servant aux activités de réserve dans le corps des invalides confédéré.

## Après la guerre, gouverneur
Il retourne en Floride, et devient un éminent avocat et politicien démocrate de l'État. Élu gouverneur en 1884, il prend ses fonctions le 7 janvier 1885. Au cours de son administration, la Floride adopte une nouvelle constitution et établit conseil de l'éducation de l'État. Il est un ardent adversaire des carpetbaggers.
Perry est actif dans le rite écossais de la franc-maçonnerie. Sa maison d'avant-guerre devient le temple du rite écossais dans le centre-ville de Pensacola.
Le monument confédéré sur Palafox Street porte une plaque honorant sa femme, Wathen Virginia Taylor Perry, qui a réuni les fonds pour sa construction. Après avoir quitté son poste le 8 janvier 1889, il retourne chez lui à Pensacola. Des années plus tard, la propriété est vendue pour 2,53 millions de dollars à la première église méthodiste unie adjacente, et la collecte de fonds pour des travaux de rénovation est mise en place.
Il meurt subitement d'un accident vasculaire cérébral lors d'une visite à Kerrville, Texas , en 1889, à 58 ans. Lui et sa femme sont enterrés dans le cimetière de St. John à Pensacola, en Floride.
La Perry Avenue, à l'extrémité de la State Road 296 sur l'East Pensacola Heights vers le terminus de Cervantes Street U.S. Route 90 est nommé en son honneur.